# Bolitoglossa epimela
Bolitoglossa epimela är en groddjursart som beskrevs av David Burton Wake och Arden H. Brame, Jr. 1963. Bolitoglossa epimela ingår i släktet Bolitoglossa och familjen lunglösa salamandrar. IUCN kategoriserar arten globalt som otillräckligt studerad. Inga underarter finns listade.